# Рекламное агентство
Рекламное агентство — коллектив творческих людей, которые с помощью средств массовой информации (коммуникационных каналов) осуществляют рекламу (продвижение) услуг или товаров клиента путём привлечения к нему дополнительного интереса.
Рекламные агентства делятся на две (обычно выделяют именно эти группы) большие группы: творческие агентства (создают рекламу), медийные агентства (размещают рекламу).

Также на рынке есть огромное количество агентств, предлагающих клиентам более специализированные услуги: BTL, прямой маркетинг, интерактивный маркетинг, коммуникационный дизайн, брендинг и прочее.
В последнее время набирают популярность рекламные агентства полного цикла — организации,  имеющие в своём арсенале весь спектр представленных выше видов рекламных услуг. Эти рекламные агентства, по сути, — рекламные компании со своим производством рекламной продукции, со своими специалистами во всех областях рекламы. Рекламное агентство полного цикла стремится охватить все возможные виды рекламы, начиная с обычной, традиционной рекламы и заканчивая интернет-рекламой.

## Структура рекламного агентства

### Пути роста и трансформация рекламного бизнеса
Типичное рекламное агентство за своё существование переживает несколько этапов «эволюции», в ходе которых самым серьёзным образом трансформируется бизнес-модель компании. Как правило, каждое преобразование структуры предприятия сопровождается появлением в его перечне клиентов серьёзного заказчика с очень большими бюджетами и, соответственно, серьёзными комплексными задачами.

Как правило, рост рекламного агентства происходит следующим образом:
1. появляется узкопрофильное агентство, занимающееся каким-то одним видом рекламы. К примеру, BTL. Выбор вида рекламы в большинстве случаев целиком зависит от учредителя предприятия — в чём он является наибольшим специалистом;
2. агентство постепенно растёт, клиентский лист увеличивается, и дальше, собственно два пути:
  1. принимается решение разворачивать всё новые направления рекламы, стремясь построить рекламное агентство полного цикла. По мере увеличения оборотов и прибыли, агентство полного цикла постепенно преобразует определённые отделы один за другим в полусамостоятельные узкопрофильные рекламные агентства. На некоторых направлениях рекламы существующие на рынке узкопрофильные агентства поглощаются растущей компанией полного цикла целиком. Так постепенно формируется будущая рекламная группа;
  2. принимается решение создать агентство — профессионала в одной узкой рекламной отрасли, и затем вступить в одну из крупных национальных или международных рекламных групп, чтобы получить доступ к заказам крупнейших компаний на рынке страны.

Путь № 1, разумеется, самый трудный, но именно он лежал в основе формирования любой современной рекламной корпорации.

### Структура небольшого рекламного агентства
В большинстве научных материалов структура рекламного агентства будет описана примерно следующим образом:
- Отдел по работе с клиентами — группа менеджеров, которые являются связующим звеном между клиентом и рекламным агентством.
- Отдел стратегического планирования — отвечает за планирование связей. Отдел тесно работает с потребительскими исследованиями и вырабатывает стратегию будущей рекламной кампании.
- Творческий отдел — это отдел, ответственный за создание идей на основе стратегии, выбранной отделом стратегического планирования. Здесь работают копирайтеры (отвечают за текстовую часть рекламы) и арт-директора (зрительный ряд). Отдел возглавляет один или несколько творческих директоров.
- Производственный отдел — дизайнеры, специалисты по предпечатной подготовке, продюсеры агентств. Люди, помогающие воплотить идею, рождённую в творческом отделе.
- Отдел медиапланирования — планирует размещение рекламных сообщений клиентов в СМИ, наиболее уместных аудитории рекламируемого продукта или услуги. Делится на группы по работе с клиентами (одна группа обслуживает одного или нескольких клиентов).
- Отдел медиабаинга — размещает рекламные сообщения на ТВ, радио, в наружной рекламе, прессе, интернете и прочем. Делится на подотделы, которые отвечают за работу с конкретными медиа.

Как и следует ожидать, в пространстве СНГ и в российской реальности типовая бизнес-модель небольшого рекламного агентства (до 100 человек) самым серьёзным образом отличается от описываемой выше структуры. «Хорошим» агентством считается то, где в принципе есть квалифицированный медиабаинг. В подавляющем большинстве агентств нет даже его. Есть только отделы продаж. Ни о каком медиапланировании, творческом отделе, стратегическом планировании и так далее, речи вообще не идёт. Российская реклама замкнута не на разработку, а на перепродажу рекламных мест.
Такому откровенно удручающему состоянию рекламного рынка способствует не столько нежелание рекламных агентств развиваться, сколько типовая квалификация заказчика. Заказчиком агентства, как правило, является либо директор по маркетингу, либо собственник предприятия. Осведомлённость второго в области рекламы почти всегда оставляет желать лучшего; первые, как ни странно, также не отличаются высокой квалификацией. Часто причина проста — отсутствие профильного образования. Хотя следует признать, что ситуация выправляется с приходом молодёжи в маркетинг и вытеснением старых кадров.
Работает простой принцип конкуренции — зачем тратить ресурсы агентства на квалифицированный персонал, если можно и так заработать денег с клиента, не делая ровным счётом ничего качественного? Тем более, что агентства-конкуренты этих усилий прилагать явно не станут, а, следовательно, начнут выигрывать у добросовестного агентства в величине нераспределённой прибыли, то есть свободных денежных средствах, направляемых на рост и развитие фирмы.
Агентство полного цикла — структура, которая сформировалась на рынке СНГ ещё в 1990-е годы. Она предлагала рекламодателям весь комплекс услуг, начиная от маркетинговых исследований до отслеживания результатов рекламной кампании. На данном этапе состав бизнес-агентств частично разнообразный — существует большое количество специализированных агентств (медийные, творческие, маркетинговые, и прочие), часть из которых входит в состав различных рекламных холдингов, контролирующих большую часть рынка.

## Основные источники дохода
- Наиболее часто встречающийся в России и СНГ путь получения дохода — агентское вознаграждение (скидка), предоставляемая газетами, журналами, телевидением, радио и так далее рекламному агентству за покупку рекламного места или времени для клиента. Имея значительные объёмы, рекламная компания получает фиксированную скидку, и, озвучивая клиенту цену ниже, чем даёт напрямую площадка, получает и клиента, и доход за счёт этой скидки. Значительное распространение данная система получила в первую очередь по причине крайне низкого качества работы большинства рекламных агентств: клиенту попросту не за что платить комиссионные, ведь всё, что делает агентство — играет на такой скидке. Реалии постсоветского рекламного рынка таковы, что лишь единичные рекламные компании способны на идеи, творческую разработку, стратегическое планирование и так далее. Подавляющее большинство «рекламных агентств» занимается описанной выше «игрой на разнице», перепродавая рекламные места.
- Комиссионные — это сумма, уплачиваемая клиентом агентству и определяемая, как процент от стоимости рекламы (ставка 10-15 % обычно является исходной точкой для ведения переговоров о стоимости). Второй по распространённости в России и СНГ путь заработка на рекламных услугах. Характерен для средних и крупных рекламных агентств «третьего эшелона» и выше. С клиентом заключается агентский договор, на основании которого с каждой рекламной сделки (например, размещения рекламы на транспорте для клиента) агентство получает 10 % от стоимости контракта.
- Гонорары — клиент и рекламное агентство договариваются о почасовом гонораре и тарифе. В эту сумму могут быть включены представительские расходы, оплаты проезда и прочие затраты. Все документы о понесённых расходах предоставляются клиенту и к стоимости рекламы не добавляются никакие комиссионные (данная система в России и СНГ характерна скорее не для рекламного агентства в целом, а для дизайн-студии, творческого агентства или веб-студии, где проекты имеют фиксированную длительность, а стоимость часа работы специалиста может быть чётко зафиксирована).
- Регулярные предварительные выплаты — предусматривают выплату рекламному агентству процента либо от объёма продаж, либо от маркетингового бюджета клиента. Рекламное агентство устанавливает помесячные или годовые предварительные выплаты (такая система на постсоветском рынке очень редка, практически не встречается).

## Рекламное агентство полного цикла

### Определение
Рекламное агентство полного цикла (реже — агентство интегрированных коммуникаций):
- Первое определение — агентство, объединяющее в себе творческое агентство (разрабатывает рекламные материалы) и медийное агентство (размещает рекламные материалы).
- Второе определение — агентство, способное оказывать клиенту все возможные виды рекламных услуг (реклама на телевидении, радио, в прессе, в интернете, наружная реклама, BTL-акции, дизайн, идеи, маркетинговые исследования и так далее).

В действительности, определения друг другу идентичны и описывают один и тот же тип организации.

### Причины популярности
Данный тип рекламного агентства сформировался по причине наличия значительного спроса на комплексные услуги в рекламе. Практически любая крупная коммерческая организация имеет потребность в размещении рекламы с использованием различных рекламных пространств. К примеру, на телевидении и в интернете. Отделу маркетинга клиента может быть просто неудобно работать параллельно с агентством, оказывающем услуги в сфере медиастратегий и интерактивным агентством, планирующим кампании в интернете. К тому же, остаётся ещё и производство — кто-то должен придумать концепцию и снять рекламный ролик, нарисовать рекламную идею. И это уже третье агентство. Работа с тремя разными организациями неминуемо вызовет необходимость согласовывать между собой действия трёх разных подрядчиков. Для многих гораздо проще все указанные работы передать одной компании.

Кроме того, рекламное агентство, с которым работает компания, стремится удержать клиента. Если клиент работает с другой организацией по какому-то виду рекламы, и та предложит условия и сервис лучше, возникает вероятность полностью потерять заказчика. Поэтому многие рекламные агентства, не способные оказывать услуги полного цикла, стремятся позиционировать себя на рынке именно как полный цикл, оказывая услуги не своего профиля через подрядные организации.

### Партнёрство
По указанным выше причинам на рекламном рынке широко развито партнёрство. Рекламное агентство, не имеющее в штате, к примеру, специалистов по поисковой оптимизации, но получившее от клиента запрос на данную услугу — ищет другое агентство, которое оказывает эту услугу, и перепродаёт клиенту, выдавая за своё. Это широко распространённая практика, при которой агентство фактически берёт функцию отдела маркетинга клиента — поиск подрядчика, на себя. В результате клиент получает требуемую услугу, а рекламное агентство — доверенного подконтрольного партнёра, который не «уведёт» клиента.
Опытные маркетологи и директора по маркетингу, как правило, знают об этом и не противодействуют — для них главное это качественное оказание услуги и быстрая реакция агентства на возникшие потребности компании.

## Мировой рекламный рынок
На сегодняшний день множество компаний-владельцев крупнейших брендов (P&G, Microsoft, Unilever, Nike и так далее) оперируют по всему миру, имеют десятки международных представительств и являются таким образом транснациональными корпорациями. Рекламный бизнес не исключение. Более того, потребности мировых брендов к расширению и формированию предложения в других странах являются стимулом для рекламных агентств к такому же расширению.

Последние несколько десятилетий мировой рекламный рынок контролируют пять крупнейших рекламных групп:
- WPP Group, London $19,0 млрд./год
- Omnicom Group, New York City $15,3 млрд./год
- Publicis Groupe, Paris $9,6 млрд./год
- Interpublic Group, New York City $7,5 млрд./год
- Dentsu, Tokyo $6,0 млрд./год

Все из них оперируют в России и СНГ, а Omnicomm (BBDO) является сегодня лидером российского рынка. Все эти рекламные группы обладают опытом, передовыми структурами и современными стандартами работы, потому пользуются доверием у международных компаний, как выходящих на рынок России и СНГ, так и уже оперирующих на нём.

## В произведениях культуры
- 1999 — «Поколение „П“ / Generation „П“ » — роман русского писателя Виктора Пелевина
- 2000 — «99 франков» — роман французского писателя Фредерика Бегбедера
- 2000 — «Чего хотят женщины» — американский художественный фильм
- 2001 — «Агентство» — российский комедийный сериал
- 2006 — «Рекламная пауза» — российский  мини-сериал
- 2007 — «Безумцы» — американский драматический телесериал
- 2007 — «99 франков» — французский художественный фильм